# Flumini di Quartu
Flumini di Quartu is een plaats (frazione) in de Italiaanse gemeente Quartu Sant'Elena.